# Bombardier Arena
Bombardier Arena – wielofunkcyjna hala widowiskowo-sportowa w Västerås, w Szwecji. Obiekt położony jest na terenie kompleksu sportowego Rocklunda IP. Hala posiada 1800 stałych miejsc siedzących, możliwe jest jednak zwiększanie jej pojemności. Swoje spotkania rozgrywają na niej piłkarze ręczni klubu VästeråsIrsta HF oraz zawodnicy zespołu unihokeja Västerås IBF. Hala była także jedną z aren kobiecych Mistrzostw Świata w Unihokeju 2009. Oprócz głównej hali w budynku znajdują się również dwie mniejsze.